# Toda-ke no kyōdai
Toda-ke no kyōdai (戸田家の兄妹, Toda-ke no kyōdai, lit. "Irmãos da família Toda") (Brasil: Os Irmãos da Família Toda ou Os Irmãos e Irmãs Toda) é um filme de drama japonês de 1941 dirigido por Yasujirō Ozu.

## Sinopse

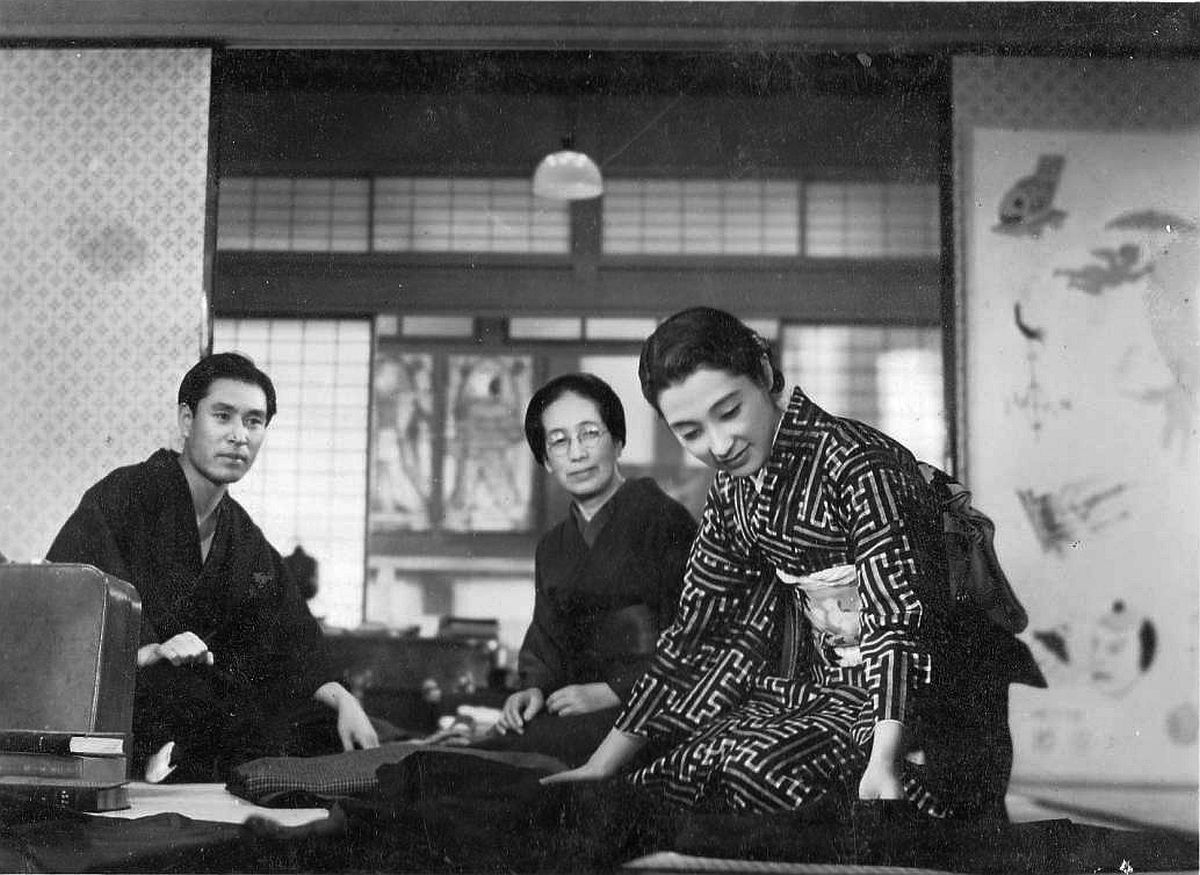
Os atores (da esquerda para direita) Shin Saburi, Fumiko Katsuragi e Mieko Takamine em cena do filme

A família Toda, pertencente a classe alta, comemora o 69º aniversário de seu pai, Shintarō, com uma sessão de fotos comemorativa ao ar livre. Infelizmente, logo após as fotografias, o pai sofre um ataque cardíaco fatal. Após sua morte, seu filho mais velho, Shin'ichirō, anuncia que como seu pai foi fiador de uma empresa que faliu, eles deveriam ajudar a saldar as dívidas desse negócio. A família vende todas as propriedades e antiguidades do patriarca falecido, deixando apenas uma velha casa à beira-mar. Enquanto isso, a mãe e a filha mais nova, Setsuko, ficam com Shin'ichirō e sua esposa. O segundo irmão solteiro da família, Shōjirō, aproveita a oportunidade de se mudar para Tianjin, na China (que havia sido ocupada pelo Japão durante a Segunda Guerra Sino-Japonesa).

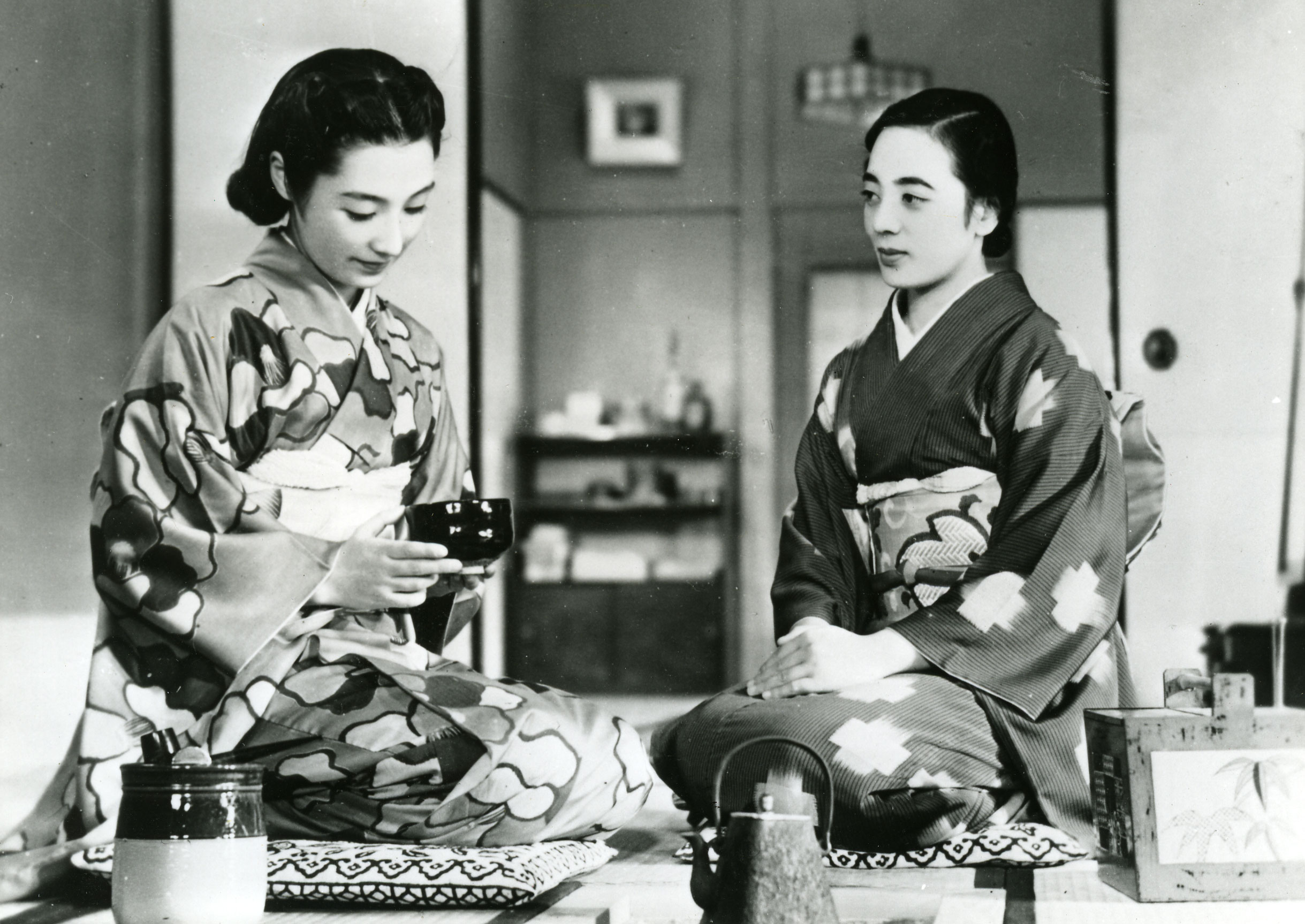
As atrizes Mieko Takamine e Kuniko Miyake em Toda-ke no kyōdai

A matriarca da família e Setsuko não se dão bem com a esposa de Shin'ichirō, Kazuko, e decidem morar com Chizuko, a irmã casada e mais velha dos Toda. Entretanto, o plano de Setsuko de sair para arrumar um emprego sofre resistência por parte de Chizuko, que considera a ideia uma vergonha por serem de uma família abastada. Chizuko também entra em conflito com a mãe por causa do seu filho que falta à escola. Em vez de aceitar a oferta da segunda irmã de Setsuko, Ayako, para residirem com ela e seu marido, a Sra. Toda e Setsuko decidem se mudar para a casa em ruínas à beira-mar que não foi vendida. Ayako e seu marido ficam secretamente aliviados por não terem que acolhê-las.
No primeiro aniversário em memória da morte do pai, a família toda se junta em uma reunião. Shōjirō chega a tempo para o jantar em família e fica chocado ao saber que sua mãe e Setsuko estão sozinhas na casa destruída. Ele repreende seu irmão e suas irmãs por não terem feito sua parte como bons filhos e solicita-os a saírem imediatamente, o que eles fazem. Após o jantar, Shōjirō pede a sua mãe e Setsuko para ficarem com ele em Tianjin, na qual ambas concordam. Setsuko tenta arranjar um casamento entre Shōjirō e sua amiga Tokiko, que está de visita, mas Shōjirō foge para a praia antes que ela possa encontrá-los.

## Elenco
- Mieko Takamine – Setsuko Toda
- Shin Saburi – Shōjiro Toda
- Hideo Fujino – Shintaro Toda
- Fumiko Katsuragi – Sra. Toda
- Mitsuko Yoshikawa – Chizuru
- Chishū Ryū – Amigo da família
- Masao Hayama – Ryokichi
- Tatsuo Saito – Shin'ichiro
- Kuniko Miyake – Kazuko
- Michiko Kuwano – Tokiko

## Produção e recepção
Toda-ke no kyōdai foi o primeiro filme de Ozu após um hiato de três anos. Insatisfeito com o salário pago pela Shochiku, Ozu conversou com o presidente da empresa na época, Shirō Kido, pedindo um aumento que ele concederia conforme o resultado de seu próximo filme. Durante as filmagens, Ozu foi pressionado pela Shochiku a ter um cronograma de filmagens que demandasse menos tempo.
Toda-ke no kyōdai foi premiado como "Melhor Filme do Ano" pela Kinema Junpo, além de ser o primeiro sucesso de bilheteria de Ozu, e que também contribuiu no aumento de popularidade das suas estrelas, Shin Saburi e Mieko Takamine, que trabalharam com o diretor pela primeira vez. Como resultado, Ozu recebeu um contrato de longo prazo com o estúdio.

## Mídia doméstica
Em 2010, o BFI lançou um DVD para a Região 2 do filme Tōkyō Monogatari, com Toda-ke no kyōdai adicionado como um bônus no disco.